# أجناسيو جيرالدينو
أجناسيو جيرالدينو (بالإسبانية: Ignacio Geraldino)‏ (6 ديسمبر 1995 في تشيلي - ) هو لاعب كرة قدم تشيلي في مركز الهجوم. شارك مع منتخب تشيلي تحت 20 سنة لكرة القدم. أما مع النوادي، فقد لعب مع اتحاد سان فيليبي ‏ ويونيون لا كاليرا.

## روابط خارجية
- أجناسيو جيرالدينو على موقع قاعدة بيانات كرة القدم.إي يو (الإنجليزية)
- أجناسيو جيرالدينو على موقع ناشيونال فوتبول تيمز (الإنجليزية)
- أجناسيو جيرالدينو على موقع Soccerway.com (الإنجليزية)
- أجناسيو جيرالدينو على موقع عالم كرة القدم.نت (الإنجليزية)
- أجناسيو جيرالدينو على موقع AS.com (الإسبانية)